# B' Katīgoria 1990-1991
L'edizione 1990-1991 della B' Katīgoria vide la vittoria finale dell'Evagoras Paphos.

## Formula
Le 14 squadre partecipanti si incontravano in gare di andata e ritorno per un totale di 26 incontri per squadra.
Erano assegnati due punti in caso di vittoria, uno per il pareggio e zero per la sconfitta.
Le prime due classificate venivano promosse in massima serie, la terza disputava il play-off / play-out con la terzultima della massima serie.
Analogamente le ultime due classificate venivano retrocesse in terza serie, mentre la terzultima disputava il play-off / play-out con la terza della terza serie.

## Squadre partecipanti
| Club                | Città      | Stadio |
| ------------------- | ---------- | ------ |
| Akritas Chlōrakas   | Chlorakas  | ...    |
| Anagennīsī Deryneia | Dherynia   | ...    |
| APEP Pelendriou     | Pelendri   | ...    |
| Chalkanoras Idaliou | Dali       | ...    |
| Digenīs Morphou     | Morfou     | ...    |
| Doxa Katōkopias     | Katokopia  | ...    |
| Elpida Xylophagou   | ...        | ...    |
| Ermīs Aradippou     | Aradhippou | ...    |
| Ethnikos Achnas     | Achna      | ...    |
| Ethnikos Defteras   | ...        | ...    |
| Evagoras Paphou     | Pafo       | ...    |
| Omonia Aradippou    | Aradhippou | ...    |
| Onīsilos Sōtīra     | ...        | ...    |
| Orpheas Nicosia     | Nicosia    | ...    |

## Classifica finale
|  | Pos. | Squadra             | Pt | G  | V | N | P | GF | GS  | DR  |
|  | ---- | ------------------- | -- | -- | - | - | - | -- | --- | --- |
|  | 1    | Evagoras Paphou     | 40 | 26 | - | - | - | 43 | 18  | +25 |
|  | 2    | Omonia Aradippou    | 39 | 26 | - | - | - | 63 | 20  | +43 |
|  | 3    | Ethnikos Achnas     | 34 | 26 | - | - | - | 76 | 33  | +43 |
|  | 4    | Digenīs Morphou     | 29 | 26 | - | - | - | 37 | 30  | +7  |
|  | 5    | Akritas Chlōrakas   | 27 | 26 | - | - | - | 41 | 35  | +6  |
|  | 6    | Anagennīsī Deryneia | 26 | 26 | - | - | - | 51 | 39  | +12 |
|  | 7    | Onīsilos Sōtīra     | 26 | 26 | - | - | - | 44 | 45  | -1  |
|  | 8    | APEP Pelendriou     | 25 | 26 | - | - | - | 45 | 43  | +2  |
|  | 9    | Chalkanoras Idaliou | 25 | 26 | - | - | - | 51 | 52  | -1  |
|  | 10   | Doxa Katōkopias     | 24 | 26 | - | - | - | 49 | 46  | +3  |
|  | 11   | Orpheas Nicosia     | 24 | 26 | - | - | - | 45 | 47  | -2  |
|  | 12   | Ermīs Aradippou     | 22 | 26 | - | - | - | 29 | 45  | -16 |
|  | 13   | Ethnikos Defteras   | 17 | 26 | - | - | - | 39 | 75  | -36 |
|  | 14   | Elpida Xylophagou   | 6  | 26 | - | - | - | 20 | 105 | -85 |

### Verdetti
- Evagoras Paphos e Omonia Aradippou promosse in Divisione A.
- Ethnikos Achnas ai play-off promozione contro la terza di A' Katīgoria 1990-1991 (poi persi)
- Ermis Aradippou ai play-out contro la terza della Terza Divisione (poi vinti)
- Ethnikos Defteras ed Elpida Xylofagou retrocesse in Terza Divisione.